# ليتون ووانستيد (دائرة انتخابية في المملكة المتحدة)
ليتون ووانستيد (بالإنجليزية: Leyton and Wanstead)‏ هي إحدى الدوائر الانتخابية في المملكة المتحدة الممثلة في مجلس العموم في برلمان المملكة المتحدة.
عضو البرلمان الذي يمثلها حالياً هو :Harry Cohen (Lab).